# 扎爾卡省
扎爾卡省（阿拉伯语：‎）是約旦的一個省份，位於該國中北部，東南鄰沙烏地阿拉伯。面積4,761平方公里，2004年人口838,250人。首府扎爾卡。下分3區。
1. ↑  . hdi.globaldatalab.org.   [2018-09-13]. （原始内容存档于2018-09-23） （英语）.